# (1810) Эпиметий
(1810) Эпиметий (др.-греч. Ἐπιμηθεύς) — астероид главного пояса, который был открыт 24 сентября 1960 года голландскими астрономами К. Й. ван Хаутеном, И. ван Хаутен-Груневельд и Томом Герельсом в Паломарской обсерватории и назван в честь Эпиметея, одного из титанов в древнегреческой мифологии.

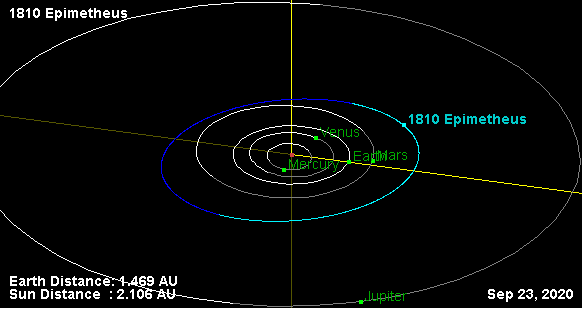
Орбита астероида Эпиметий и его положение в Солнечной системе